# Rogério de Faria
Pour les articles homonymes, voir Faria.
Rogério de Faria, né à Goa le 14 octobre 1770 et mort à Bombay le 15 mars 1848, est un homme d'affaires portugais et indien.

## Biographie
Rogério de Faria est originaire de l'île de Chorão à Goa. Il est le fils de Joao de Faria et d'Ana Maria D'Albuquerque e de Faria. La famille émigre à Bombay après les épidémies qui touchent l'île de Chorão en 1775. Goan (en) catholique, il est un pionnier du commerce de l'opium en Chine, bien avant que les Britanniques ne songent à se lancer dans cette branche du commerce.
Rogério de Faria est considéré à Bombay comme un prince marchand. Résident de Bombay, où il devient consul du Brésil, il fait des affaires au Bengale, à Bombay et à Macao. C'est un partisan du maire Bernardo Peres da Silva (en), qui a été nommé gouverneur de Goa par le gouvernement libéral de Dom Pedro IV du Portugal, mais a été rejeté par les militaires stationnés à Goa.